# 花嫁と角砂糖
『花嫁と角砂糖』 (はなよめとかくざとう、ペルシア語: یک حبه قند Yek Habe Ghand or Ye Habe Ghand、英語: A Cube of Sugar) は、2011年に上映されたイラン映画。監督はレザ・ミルキャリミ。出演はレザ・キャニアン、サイド・プールサミミ、ナガール・ジャワヘリアン、ファルハド・アスラニ。
日本では2018年イスラーム映画祭3で上映された。

## ストーリー
話の舞台は、バードギール (風採り塔) が目を引く日干しレンガの家並みが美しいヤズドでの男女がともに集う婚礼の祝いである。伝統的な暮らしの断片を優美に描いた一作である。
五人姉妹の末娘パサンドの婚約式を控えて集まってくる姉や親戚たち。なかにはもう踊り始める男もいる。女たちは祝いの宴の準備に忙しい。パサンドの父親がわりの伯父は、始めは反対だった外国に住む男との結婚をようやく受け入れ、大根型に固めた砂糖を宴用に金槌で割り始める。ところが、高く放り投げて口に入れた角砂糖が喉に詰まり逝ってしまう。祝いの場が突然悲しみの場に。電飾を外し、黒いチャードルで婚礼の飾りを隠す花嫁。
祝いの宴が葬儀に変わってしまった日、兵役中の従兄ガゼムが短い休暇で偶然立ち寄る。世話になったおじの死に驚くガゼム。久しぶりの再会にはにかむパサンド。二人は互いに好意を持っていた。しかし、皆が疲れ切って雑魚寝しているなか、ガゼムは静かに立ち去る。パサンドと婚約者の名前を記したケーキを見てしまったのだ。一方、結婚のことは40日の喪が開けたら考えるというパサンド。まだ婚約は成立していないのだ。ガゼムとの行く末に余韻を残して映画は終わる。